# Xerox
 (транскр.  Зирокс), америчка међународна корпорација која је оријентисана на производњу и продају читавог спектра колор и црно-белих штампача, вишенаменских уређаја, фотокопир апарата, дигиталних штампарских преса. Седиште компаније је Норвок, Конектикат (од октобра 2007. године када је пресељено из Станфорда, Конектикат).